# 刘坚予
刘坚予（1895年12月—1930年5月7日），陕西咸阳人。原名刘愿庵，曾用名刘愿安、刘致远。中国共产党早期人物。

## 生平
1908年，入江西南昌大同中学。辛亥革命爆发后至南京参與学生军，后到四川乐山电报局工作。1919年起，在四川军阀卢锡卿部当参谋，於杨春芳部作秘书。1922年秋，受杨春芳委派为四川省丰都县县长。不久被革职，後到成都任西南公学国语教员。1923年，在成都参加恽代英主办的学行励进会散播马克思主义。同年，到川南师范学校教书。1924年到四川宜宾任川军刘文辉第九师司令部咨议官，兼任《叙州日报》总编辑。1925年，被推选为叙州五卅惨案外交后援会负责人之一。1925年，加入中国共产党，不久受党委派到成都开展工作。1925年冬，任中共重庆地方执委会委员。1925年12月至1926年3月，任中国共产主义青年团成都特别支部书记。1926年4月至5月，任中共成都特别支部书记。1926年，至四川合川做军运，並配合刘伯承等领导的泸州、顺庆起义。
1927年8月至9月，任中共四川省临时委员会妇女运动委员会秘书长。1927年9月至1928年1月，任中共四川省临时委员会常务委员、秘书长、宣传部部长、民校委员会书记。1928年2月，任中共四川省临时委员会常务委员、宣传科主任、教育宣传委员会书记。1928年2月至10月，任中共四川省临时委员会委员。1928年4月，任中共四川省临时委员会代理书记。同年6月，以四川代表身分出席中国共产党第六次全国代表大会。担任四川代表团书记，并当选为候补中央委员，会议期间代号57号。参加大会的政治委员会、妇女运动委员会、财政审查委员会、湖南委员会、湖北委员会、组织委员会、职工运动委员会、农民土地问题委员会、苏维埃委员会、宣传委员会、南昌暴动问题委员会、广州暴动问题委员会12个委员会。6月23日到27日，讨论政治报告报告时两次作大会发言，30日讨论组织报告时作大会发言。7月2日，讨沦农民土地问题报告时发言，大会结束后回国工作。
1928年12月18日，刘坚予在成都召开紧急会议，将分别在重庆、潼南两地组成的“临时省委”撤销，组成新的四川省临时委员会，任中共四川省临时委员会常务委员、宣传部主任、党报编委会书记、教育训练委员会书记。1929年4月起，任中共四川省临时委员会秘书长。6月，任中共四川省委员会书记、农民运动委员会书记。1930年3月任中共四川省委员会宣传部主任。1930年5月5日，被捕，兩天後，5月7日，在重庆被處決。后被追认为革命烈士。